# Knox (Nueva York)
Knox es un pueblo ubicado en el condado de Albany en el estado estadounidense de Nueva York. En el año 2000 tenía una población de 2,647 habitantes y una densidad poblacional de 24.5 personas por km².

## Geografía
Knox se encuentra ubicado en las coordenadas 42°40′16″N 74°6′10″O / 42.67111, -74.10278.

## Demografía
Según la Oficina del Censo en 2000 los ingresos medios por hogar en la localidad eran de $55,658, y los ingresos medios por familia eran $63,697. Los hombres tenían unos ingresos medios de $39,112 frente a los $30,054 para las mujeres. La renta per cápita para la localidad era de $22,670. Alrededor del 5.4% de la población estaban por debajo del umbral de pobreza.